# Борисов Дмитро Володимирович
Дмитро Володимирович Борисов (нар. 19 травня 1980, Київ) — український ресторатор, засновник та власник мережі «Сім'я ресторанів Дмитра Борисова», що нараховує більше 80 закладів.

## Життєпис
- 19 травня 1980 року — народився у Києві.
- 1995—1998 роки — працював у рекламному агентстві[3]. У 16 років став виконавчим директором[4].
- 1998—2009 роки — працював у власному брендинговому бюро[5].
- 2009 рік — вирішив відкрити перший ресторан[6].

## Родина
Тато: Володимир Борисов — майстер спорту з фехтування. Мати: Тамара Борисова — музикант, професор, заслужений працівник культури України.
З 9 липня 2014 року був одружений з Оленою Борисовою, українською рестораторкою та партнеркою у бізнесі.  Навесні 2024 року пара оголосила про розлучення.
Виховує сімох дітей: п'ять синів Данила, Демида, Бориса, Йосипа, Іллю та двох доньок Катерину та Лідію.

## Сім'я ресторанів Дмитра Борисова (GastroFamily)
- 2010 рік — відкрив свій перший заклад — гастропаб «Барсук» на Печерську[13][14].
- 2012 рік — відкрив азійський стейкхаус «Oxota na Ovets»[15] на Воздвиженці та «Gastrorock»[16].
- 2013 рік — разом з Олегом Скрипкою відкрив ресторан нової української кухні «Канапа» на Андріївському узвозі[17][18]. У 2018 році другий заклад «Канапа» відкрився у Варшаві[19].
- 2015—2016 роки — з'явились краб-хаус «Crab's Burger», рибний ресторан «РИБАLOVE», ресторан японсько-перуанської кухні «RONIN» і арт-гастрономічний простір «Остання Барикада»[20].
- 2017 рік — відкрив м'ясний ресторан «Ватра»[21], ресторан київської кухні Chicken Kyiv[22] та нео-бістро «Канапка-бар»[23].
- 2018 рік — відкрив 1 euro bar «Білий Налив» на Хрещатику[24], бургер-бар DOGZ&BURGERZ[25], сіфуд-заклад Mushlya Bar[26].
- 2019 рік — запустились також доставка ролів та боулів Philadelphia та Svizhist, сіфуд-кафе Mushlya Cafe та пінцерія Pinzarella[27], кафе БПШ (Біляш. Пончик. Шаурма)[28].
- 2020 рік — відкрив простір з ресторанами і баром у форматі фудхолу Gastrofamily Food Market[29].
- 2021 рік — відкрились фуд-зони в мережі магазинів «КОЛО» та АЗК WOG[30][31].
- 2022 рік — почав продавати франшизи своїх ресторанів по всьому світу[32][33].

Сім'я ресторанів Дмитра Борисова нараховує більше 80 закладів (включаючи ті заклади, що відкриті за франшизою), а також включає власний кейтеринг та освітню платформу для HoReCa — Borysov Academy & Metro Academy.

### «Цінова революція»
У травні 2018-го сім’я ресторанів Борисових пережила цінову революцію та почала працювати у більше демократичному сегменті – оновили цінову політику всіх закладів у Києві, знизивши ціни втричі. «Головна ідея оновлень – зробити делікатесні продукти та гастрономічні страви більш доступними та масовими, не втрачаючи при цьому якість», – розповідав Дмитро Борисов.
«Це математика: зниження ціни на 30% додає 50% гостей. Бо ми ринок цінової конкуренції. Українці дуже чутливі до ціни, хоча насправді це саме можна сказати й про світовий ринок. Усе просто: у гостей усе одно ті самі 300 гривень, або 10 євро, на відвідування закладу, але вони можуть витратити їх на одну вечерю на місяць, а можуть піти кілька разів на тиждень», коментував ресторатор власне рішення вже за рік, у квітні 2019 року. 

### Бізнес GastroFamily після розлучення
16 грудня 2024 року Дмитро Борисов оголосив, що передав права на бренди GastroFamily та разом запущені заклади ексдружині Олені. «Я передаю їй усі права на бренди та заклади, які ми створили разом», – заявив він. 
Водночас Борисов повідомив, що залишається лише пасивним партнером й співінвестором. Він не братиме участі у вирішенні стратегічних чи операційних питань.

## На телебаченні
- Вів кулінарне шоу «Крутони» на телеканалі «ТЕТ».
- Разом з Ольгою Фреймут вів 2-й сезон реаліті-шоу «На ножах» на телеканалі «1+1».
- Разом з Русланою Писанкою вів кулінарну рубрику у шоу «Твій День» на телеканалі «1+1»[38].

## Видання
- «Як відкрити ресторан». Автор: Дмитро Борисов, Марія Сердюк. Видавництво: «Моя книжкова полиця». Кількість сторінок: 154. Рік видання: 2021.